# Векилов, Гроздан Димитров
Гроздан Димитров Векилов (27 января 1920, Стрелча, Болгария — 4 марта 2007) — болгарский врач и философ.

## Биография
С 1926 по 1938 год учился в школах в городах Велико-Тырново и Пловдив. В 1938 году переехал в Софию и поступил на медицинский факультет СофГУ. Во время учёбы в университете вступил в ряды «Болгарского общенародного студенческого союза» (БОНСС). После начала 2-й Мировой войны, летом 1942 года стал членом БКП, в связи с чем ему пришлось оставить учёбу и уйти в подполье. Воевал в партизанском отряде, позднее в составе регулярной болгарской армии. После войны продолжил обучение и в 1948 году окончил медицинский факультет Софийского университета. В 1949—1985 годах преподавал философию в Медицинском институте Софии, в 1966 году стал профессором кафедры марксизма-ленинизма. В 1975—1985 годах был директором Института по идеологическим проблемам Медицинской академии (в которую был преобразован Медицинский институт).

## Научные работы
Основные научные работы посвящены философским вопросам биологии, генетики и медицины.

## Избранные сочинения
- Димитров Г. В. «К вопросу о возникновении психики», 1956.
- Димитров Г. В. «Наука и догматизм», 1963.
- Димитров Г. В. «О системе философских вопросов медицины», 1966.
- Димитров Г. В. «Психофизиологическая проблема», 1966.
- Димитров Г. В. «Философия и генетика», 1970.
- Димитров Г. В. «Общая теория медицины», 1985.

## Награды и премии
- Орден Кирилла и Мефодия 1-й степени.
- Орден НРБ.
- Орден Георгия Димитрова.